# بالدو بالدی
بالدو بالدی (ایتالیایی: Baldo Baldi; ۱۹ فوریهٔ ۱۸۸۸ – ۲۱ دسامبر ۱۹۶۱) شمشیرباز اهل ایتالیا بود.
وی در مسابقات کشوری و بین‌المللی در مجموع برندهٔ ۲ مدال طلا شده‌است.